# Елена (царица Адиабены)
Елена (ивр. הֵילֶנֵי [הֶלֶנֵי] הַמַּלְכָּה [hеле́не ха-малка́], царица Елена‎, I в. н. э.) — царица небольшого государства Адиабена, располагавшегося в верховьях Тигра, в Месопотамии (современный иракский Курдистан) и подчинённого парфянскому «Царю Царей». Сестра и жена царя Адиабены Монобаза I. Приблизительно в 30 году н. э. вместе со своим сыном Изатом перешла в иудаизм, сделав его государственной религией Адиабены.

## Исторический фон
После освобождения от плена Киром Великим иудеев, депортированных в Вавилон из Иудеи, они расселились по многим Ахеменидским провинциям, в самой же Месопотамии стали одной из титульных наций.
Современник Елены, еврейский историк Иосиф Флавий, писал о том, что в Месопотамии проживает бесчисленное количество иудеев.

## История жизни

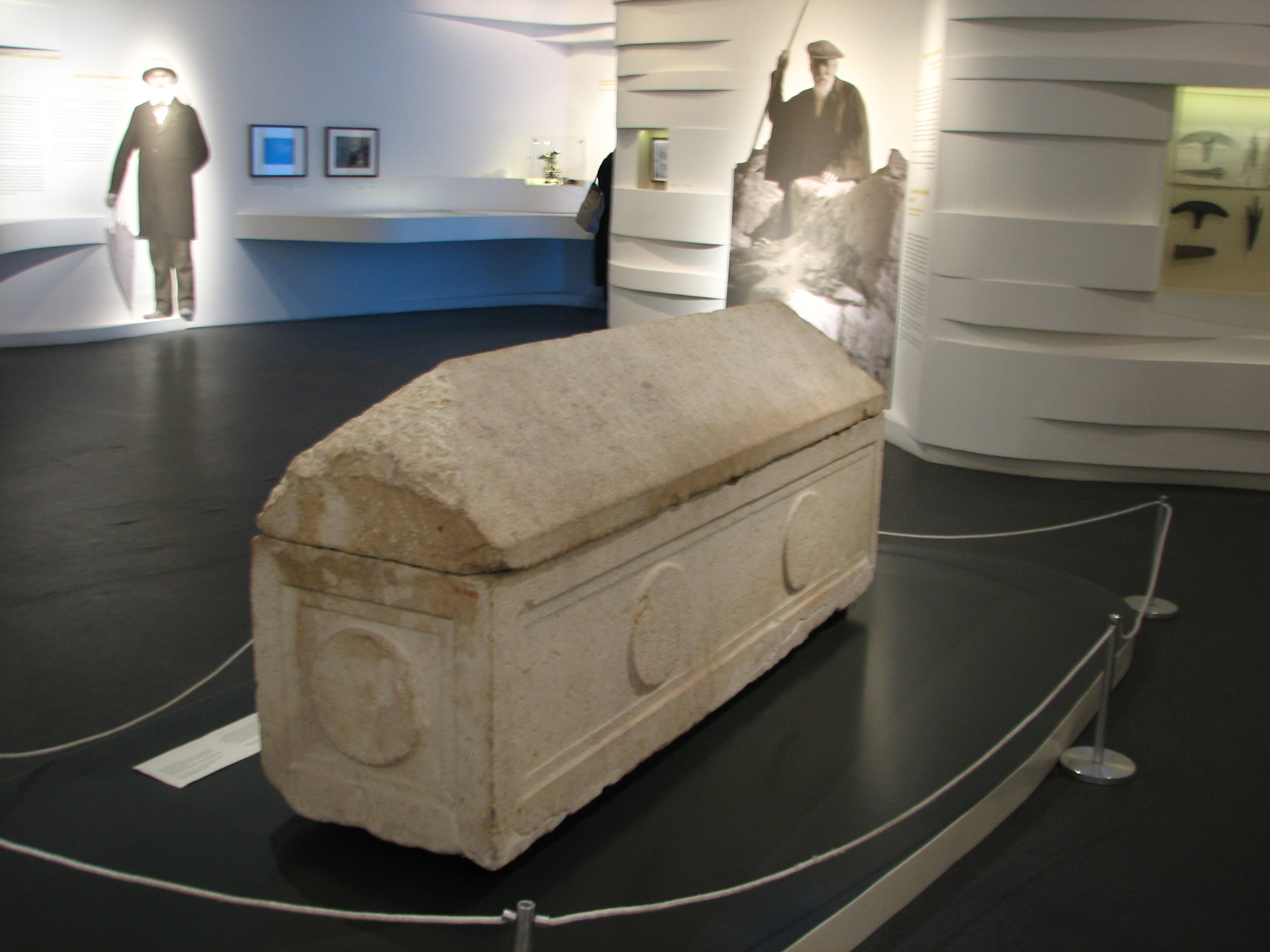
Саркофаг с останками Елены в Музее Израиля

Сын Елены, Изат, стал ревностным иудеем. Он отправил в Иерусалим своих сыновей, чтобы те изучали еврейский язык и законы. Елена провела в Иерусалиме вторую половину своей жизни. Трижды принимала обет назорейства.
Во время постигшей Иудею засухи (примерно в 45-46 гг.) Изат посылал в Иерусалим деньги, царица Елена закупала для голодающих зерно в Египте и смоквы на Кипре, а царь Монобаз II израсходовал на это все сокровища, собранные его предками.
Царица Елена возвела в Иерусалиме и Лоде ряд великолепных зданий. Она пожертвовала Иерусалимскому храму золотой светильник, который водрузили над воротами Храма. По всему Иерусалиму был виден блеск лучей восходящего солнца, отражавшихся на золоте светильника, что служило сигналом для начала утренней молитвы.
Во время Иудейской войны против римлян царская семья из Адиабены помогала восставшим. Иосиф Флавий свидетельствует: «В рядах евреев наиболее отличившимися и доблестными были Монобаз и Кенедай, родственники Монобаза, царя Адиабены».
Умерла царица в Адиабене. Её останки были перевезены в Иерусалим её сыном Монобазом II. Там же был похоронен и царь Изат. Находящаяся на севере Иерусалима высеченная в скале гробница, известная как Гробница царей, определяется современными историками как место захоронения Елены, в соответствии с описанием Иосифа Флавия.
Именем царицы Елены названа одна из улиц в центре современного Иерусалима.

## Дворец Елены
В 2007 г. начались раскопки в Городе Давида под руководством Дорона Бен-Ами из Управления древностей Израиля и Института археологии Иерусалимского университета в нескольких десятках метров к северо-западу от раскопок Эйлат Мазар. Под ранними исламскими и византийскими слоями экспедиция обнаружила остатки монументального здания иродианского периода. По свидетельству Иосифа Флавия в этом месте располагался дворец царицы Елены.
Стены «Дворца Елены», построенные из массивных каменных блоков, сохранились до высоты пяти метров. Он был разрушен римскими легионерами во время взятия Иерусалима в 70 году н. э. Раскопки показали, что верхние этажи обрушились на арочные перекрытия подсобных помещений. Подвалы дворца, по-видимому, ещё некоторое время оставались местом пребывания восставших иудеев, о чём свидетельствует пробитое изнутри отверстие, которым воспользовались, чтобы выбраться из под развалин. При раскопках были найдены два скелета (мужской и подростка) с наконечниками римских стрел. Вероятно, они были убиты римскими солдатами при облаве.